# Förundersökning
En förundersökning (FU) är den undersökning som genomförs av polis, tull eller åklagare när brott misstänks ha begåtts. För att inleda en utredning krävs att polis eller åklagare bedömer att misstanke om att ett brott under allmänt åtal har förövats. Även Justitiekanslern kan besluta om förundersökning.

## Sverige
I Sverige leds en förundersökning av en person, allt som oftast den åklagare som har fått fallet lottat på sitt bord. Personen kallas då förundersökningsledare, FUL.
I 23 kapitlet, 3 § i rättegångsbalken står: 
"Har förundersökningen inletts av polismyndighet och är saken inte av enkel beskaffenhet, skall ledningen av förundersökningen avseende brottet övertas av åklagaren, så snart någon skäligen kan misstänkas för brottet. Åklagaren skall också i annat fall överta ledningen när det är påkallat av särskilda skäl."
En förundersökningsledares arbete är att så noggrant som möjligt utreda ett brott och vara samordningsansvarig. Till sin hjälp har förundersökningsledaren utredare på den eller de polismyndigheter som berörs. Förundersökningsledaren begär att vittnesmål ska inhämtas, att olika undersökningar ska göras (exempelvis på Nationellt forensiskt centrum, NFC, i Linköping), och så vidare. I sin roll som åklagare kan förundersökningsledaren också anhålla misstänkta. Därefter begär åklagaren hos tingsrätten att en misstänkt häktas.
Av tingsrätten har förundersökningsledaren fått ett senaste datum då ett åtal måste vara inlämnat, vanligen 14 dagar efter en häktning. Om förundersökningsledaren inte anser att denna tid räcker till har förundersökningsledaren möjlighet att begära förlängd åtalstid, en form av uppskov. I samband med detta kan förundersökningsledaren också begära att en eller flera misstänkta ska omhäktas, oftast för att man är rädd att de misstänkta ska försvåra utredningsarbetet eller avvika.
När förundersökningen är klar har åklagaren att ta ställning till huruvida det insamlade materialet räcker för att lämna in ett åtal till berörd tingsrätt. I de fall där den misstänkte gärningsmannen inte är straffmyndig, det vill säga under 15 år när brottet begicks, överlämnas ärendet till de sociala myndigheterna.
Om åklagaren bedömer att förundersökningen är tillräckligt robust för att väcka åtal, lämnas en stämningsansökan in till den tingsrätt som ska hantera målet och förundersökningsmaterialet – hela förundersökningen – blir offentlig handling och kan begäras ut (till självkostnadspris) av vem som helst. Det gäller även obduktionsbilder, ljudinspelningar och förhör. I vissa uppmärksammade fall, som med mordet på Anna Lindh, beläggs en mindre eller större del av materialet med sekretess.
I de fall åklagaren väljer att inte väcka åtal kvarstår förundersökningssekretessen för att skydda berörda parter.